# Берёзовое (Меловская поселковая община)
Берёзовое (укр. Березове; до 2016 г. — Дзержи́нское) — село в Меловской поселковой общине Старобельского района Луганской области Украины. До административной реформы 17 июля 2020 года входила в Новострельцовский сельский совет Меловского района. 
Население по переписи 2001 года составляло 204 человека. Почтовый индекс — 92541. Телефонный код — 6465. Занимает площадь 1,37 км². Код КОАТУУ — 4422885502.